# Bill Irwin
William Mills "Bill" Irwin (Santa Mónica, California; 11 de abril de 1950) es un actor, artista circense y comediante estadounidense. Comenzó como un cantante de vodevil y se destacó por su contribución al renacimiento del circo americano durante la década de 1970. También ha hecho una serie de apariciones en cine y televisión, y ganó un premio Tony por su papel en ¿Quién teme a Virginia Woolf? en Broadway. En televisión se lo conoce como el Sr. Noodle en el segmento de Sesame Street titulado El mundo de Elmo, y como el Dr. Peter Lindstrom en Law & Order: Special Victims Unit. También tuvo un papel recurrente como el "asesino de Dick y Jane" en CSI: Crime Scene Investigation, y entre 2017 y 2019 interpretó a Cary Loudermilk en la serie de FX Legión.

## Trayectoria
Irwin es hijo de Elizabeth (née Mills), una maestra, y Horace G. Irwin, un aeroespacial ingeniero. En 1974 se graduó en el Oberlin College y al año siguiente asistió al Ringling Brothers and Barnum & Bailey Clown College. En 1975, ayudó a fundar el Pickle Family Circus en San Francisco, California[7]. Atribuye a su experiencia en el circo y a sus actuaciones en escuelas en el marco de la Ley Integral de Empleo y Formación el haberse convertido en un artista en activo[8]. En 1979, Irwin dejó la compañía para dedicarse al teatro. 
Entre estas obras se incluyen The Regard of Flight (1982), que se representó en Broadway en el Vivian Beaumont Theatre en abril de 1987 durante 17 funciones, Largely New York (1989), Fool Moon (1993), The Harlequin Studies (2003)] y Mr. Fox: A Rumination (2004).  
Mr. Fox fue una producción en la que Irwin trabajó durante años, una biografía del payaso del siglo XIX George Washington Lafayette Fox que también tiene elementos autobiográficos. En 2013, se asoció con su compañero ocasional David Shiner para crear y actuar en la "revista de clown con música" Old Hats, en Off-Broadway, junto con la actriz y músico Nellie McKay. Old Hats ganó el premio Drama Desk 2013 a la revista más destacada. Old Hats se reestrenó en Nueva York en 2016, con el regreso de Shiner e Irwin y una nueva tercera intérprete, la música Shaina Taub, que actuó con su banda entre los sketches.
Adaptó la obra de Molière Les Fourberies de Scapin como una comedia llamada Scapin, y ha interpretado el papel principal en varias producciones. Actuó en la obra en el teatro Laura Pels de la Roundabout Theatre Company, fuera de Broadway, de enero a marzo de 1997, después de haber actuado en la obra en el Seattle Rep. Su adaptación le permitió incorporar sus características rutinas de payaso.
En 1996, Irwin actuó con The Cadets Drum and Bugle Corps en los Juegos Olímpicos de Verano de 1996, en una secuencia de "banda a la fuga" en la que interpretó al Dr. Hubert Peterson de la ficticia Federation of United Marching Associations of America.
Aunque Irwin es más conocido por su trabajo como payaso teatral, también ha participado en varias obras dramáticas. Apareció con Steve Martin y Robin Williams en la producción del Lincoln Center Off-Broadway de Esperando a Godot, en 1988, en el papel de Lucky. Las únicas líneas de Lucky consisten en un famoso monólogo de 500 palabras, un elemento irónico para Irwin, ya que gran parte de su trabajo escénico basado en el clown era mudo.
En 1998 dirigió la producción de Roundabout Theatre Company: A Flea in Her Ear. Apareció en 2002 con Sally Field en el reparto de sustitución La Cabra  o ¿quién es Sylvia?. En 2005, protagonizó el papel de George junto a Kathleen Turner en la reposición de ¿Quién teme a Virginia Woolf? de Edward Albee, por la que ganó un premio Tony. Interpretó a Vladimir (Didi) en la reposición de Broadway de 2009 de Esperando a Godot, y al Sr. McAfee en la reposición de Broadway de Bye Bye Birdie. En 2011, actuó en Rey Lear en el Public Theatre. En 2023, interpretó a Clov en la producción de Endgame del Irish Repertory Theatre Off Broadway.
Su primer papel en el cine fue en 1980, como Harold Hamgravy en la película Popeye, de Robert Altman, protagonizada por Robin Williams. Ha aparecido en más de 20 películas, principalmente en papeles secundarios. Los principales papeles de Irwin en el cine incluyen el de Eddie Collins en Eight Men Out, que cuenta la historia real del escándalo de las apuestas de los Black Sox en 1919, y My Blue Heaven, una comedia de 1990 con Steve Martin y Rick Moranis. Irwin bailó claqué en un papel protagonista en Stepping Out (1991) con Liza Minnelli, apareció como mimo en la película de Paul Mazursky Scenes from a Mall junto a Woody Allen y Bette Midler, e interpretó al padre de Charlie Sheen en Hot Shots! (1991). Sus auténticas dotes de vodevil le valieron un papel en la película de Sam Shepard Lengua silenciosa en 1994, y apareció en las adaptaciones cinematográficas de El Grinch, The Laramie Project y El sueño de una noche de verano. Interpretó a un ex neurocirujano y vendedor de casas en la serie de Nickelodeon Las aventuras de Pete y Pete. En 2006, interpretó al solitario Sr. Leeds en La dama en el agua, de M. Night Shyamalan, y tuvo un pequeño papel como el tío Teddy en Across the Universe, de 2007. Fue aclamado por la crítica por su papel de Paul, padre de Kym, el personaje de Anne Hathaway, en la serie de 2008 Rachel Getting Married.
Los papeles televisivos más destacados de Irwin han sido Enrico Ballati, The Flying Man, en la serie de televisión Northern Exposure, Mr. Noodle en el segmento Elmo's World del programa infantil de PBS Barrio Sésamo, y el asesino en serie "Dick & Jane" Nate Haskell en CSI: Crime Scene Investigation. Apareció en el vídeo musical de 1988 de Don't Worry, Be Happy de Bobby McFerrin (junto con McFerrin y Robin Williams) y en el vídeo musical de 1996 de Let Me into Your Heart de Mary Chapin Carpenter. Irwin también apareció en la producción de HBO de 1997 Subway Stories. También ha aparecido en The Cosby Show, Saturday Night Live, 3rd Rock from the Sun y Lights Out.
En 2011, protagonizó como invitado el episodio piloto del drama televisivo de la CBS A Gifted Man. Protagonizó el drama médico de la serie de televisión TNT de 2013, Monday Mornings como Buck Tierney. En 2014, protagonizó como invitado el episodio "The One Percent Solution" de la serie Elementary de la CBS.
Irwin pone voz al robot TARS en la película Interstellar y es su titiritero en la mayoría de las escenas que no están generadas por ordenador. Aparece en la serie de PBS Great Performances, en el episodio titulado Bill Irwin, Clown Prince, emitido inicialmente en diciembre de 2004.
Aparece regularmente en la serie policíaca de la NBC Law & Order: Special Victims Unit, como el terapeuta Dr. Peter Lindstrom. Lindstrom aparece normalmente en la serie mientras asesora al personaje principal, la capitana Olivia Benson. También apareció en la serie de televisión Sleepy Hollow, interpretando al personaje de Atticus Nevins. Entre 2017 y 2019, apareció en la serie de televisión Legión de FX.
En 2020, apareció como Su'Kal en Star Trek: Discovery. En 2022, actuó como estrella invitada en The Gilded Age en HBO.
Está casado con Martha Roth, una exactriz que ejerció también de enfermera, a la que conoció cuando buscaba tratamiento para su rigidez de cuello. Tienen un hijo adoptado, Santos Patrick Morales Irwin, nacido en 1991.

## Premios y distinciones
Irwin recibió la Beca National Endowment for the Arts Choreographer's en 1981 y 1983. En 1984 fue nombrado becario Guggenheim y fue el primer artista de la interpretación en recibir una beca MacArthur de cinco años. Por Largely New York ganó una mención especial del New York Drama Critics Circle en 1988, y un Outer Critics Circle Award y un Drama Desk Award en 1989. Este espectáculo también recibió cinco nominaciones a los premios Tony.
En 1992, ganó un premio Obie por su interpretación en Texts for Nothing. Junto con David Shiner, ganó un premio Tony especial a la Presentación Teatral en Directo en 1999 por su espectáculo Fool Moon. En 1993, este espectáculo ya había ganado un premio Drama Desk a la "Experiencia Teatral Única" y un premio Outer Critics Circle al "Logro Especial".
En 2000, el Jazz Tap Ensemble de Los Ángeles recibió una subvención de 10 000 dólares de la National Endowment for the Arts (NEA) "para el encargo de una nueva obra de Bill Irwin".